# نظام معلومات الشبكة
تتناول هذه المقالة أنظمة إدارة الشبكات العامة لشبكات الحوسبة، انظر خدمة معلومات الشبكة
نظام معلومات الشبكة (اختصار: NIS) هو نظام معلومات لإدارة الشبكات، مثل شبكة الكهرباء،[1][2] شبكة إمدادات المياه،[3][4] شبكة إمداد الغاز،[5] شبكة اتصالات. ، [6][7] أو شبكة إنارة الشوارع [8]
قد تدير NIS جميع البيانات ذات الصلة بالشبكة، على سبيل المثال - جميع المكونات وسماتها، الاتصال بينها وبين المعلومات الأخرى المتعلقة بتشغيل وتصميم وبناء هذه الشبكات.
قد تقوم شيكل للكهرباء بإدارة أي أو بعض أو كل مستويات الجهد- جهد مرتفع للغاية،عالي ، متوسط ومنخفض. قد يدعم شبكة التوزيع فقط أو شبكة النقل أيضًا.
يتكون Telecom NIS عادةً من المخزون الفعلي للشبكة وجرد الشبكة المنطقي. يتم استخدام مخزون الشبكة المادي لإدارة المكونات الخارجية للمصنع، مثل الكابلات والوصلات والقنوات والخنادق والعقد والمكونات الداخلية للمصنع مثل الأجهزة النشطة والسلبية. العامل الأكثر تميزًا بين أنظمة الاتصالات السلكية واللاسلكية (NIS) عن نظم المعلومات الجغرافية التقليدية هو القدرة على تسجيل الاتصال على مستوى الخيط. يتم استخدام مخزون الشبكة المادي لإدارة المكونات الخارجية للمصنع، مثل الكابلات والوصلات والقنوات والخنادق والعقد والمكونات الداخلية للمصنع مثل الأجهزة النشطة والسلبية. العامل الأكثر تميزًا بين أنظمة الاتصالات السلكية واللاسلكية (NIS) عن نظم المعلومات الجغرافية التقليدية هو القدرة على تسجيل الاتصال على مستوى الخيط. تقليديًا، كان مخزون الشبكة المنطقي منتجًا منفصلاً ولكن في معظم الأنظمة الحديثة، تم بناء الوظيفة في نظام المعلومات الجغرافية الذي يخدم كلاً من وظائف الشبكة المادية والشبكة المنطقية.
يقوم نظام معلومات شبكة المياه عادة بإدارة مكونات شبكة المياه، مثل المجاري والفروع والصمامات والصنابير والخزانات ومحطات الضخ.
تتضمن بعض الأنظمة مثل [4] مستهلكي المياه بالإضافة إلى عدادات المياه وقراءاتها في الشيكل. عادة ما يتم تضمين مكونات مياه الصرف الصحي ومياه الأمطار في شيكل. من خلال إضافة أجهزة استشعار وكذلك التحليل والحسابات على أساس القيم المقاسة، يتم تضمين مفهوم نظام المياه الذكية في NIS. من خلال إضافة مشغلات إلى الشبكة، يمكن تضمين مفهوم
سكادا في NIS.
يمكن بناء NIS على نظام المعلومات الجغرافية (GIS). [9][10][11][12]
تكتسب NIS القائمة على السحابة الخاصة وظائف وشعبية. نظرًا لأن الكثير من التغييرات على الشبكة يتم إجراؤها في الميدان، فإن هذا النهج له فوائد كبيرة مقارنة بنظم المعلومات الجغرافية التقليدية. يمكن توثيق الأبنية في الموقع باستخدام اتصال المحمول بالشيكل. توفر العديد من المنتجات في هذه الفئة، مثل [7] بواسطة كيبرو واجهة ويب سهلة الاستخدام والتي لا تتطلب أي عمليات تثبيت في محطة عمل العميل.

## أنظر أيضًا
- راجع خدمة معلومات الشبكة للحصول على معلومات مفصلة عن شبكات الكمبيوتر،(تسمى في الأصل صفحات صفراء)[13] .

## روابط خارجية
- ثورستن كوكوك (2003/07/01). "The Linux NIS (YP) / NYS / NIS + HOWTO". مشروع توثيق Linux.
- فان إيمري (2005-04-15). «كتيب نظام المصادقة الموزعة (DAS)». مؤرشفة من الأصلي في 2006-07-15.
- كريستي ويستفال (2001-01-22).«NFS و NIS Security». سيمانتيك.
- «ريد هات إنتربرايز لينكس 6: 2.2.3. تأمين NIS». قبعة حمراء.
- فريديريك رينال (29 يونيو 2001). «الصفحات الصفراء الجزء 1». ibiblio.
- يمكن العثور على موارد حول كيفية استبدال NIS في موقع موارد ترحيل NIS